# Grace (Stargate SG-1)
Grace (Gracia) es el decimotercer episodio de la séptima temporada de la serie de televisión de ciencia ficción Stargate SG-1, y el episodio N.º 145 de toda la serie.

## Trama
La Mayor Carter se encuentra a bordo del Prometeo, el cual viaja de regreso a la Tierra, tras haberle incorporado un Hiperpropulsor sacado de un Al'kesh. Debido a ello, debe detenerse cada cierto tiempo para enfriar su propulsor de hiperespacio. Sin embargo, al realizar la siguiente parada, el Prometeo se topa con una nave alienígena desconocida, la que tras no responder a los intentos de comunicación, comienza a atacarlos, drenando cada vez más los escudos de la nave Tau'ri. 
No pudiendo activar aun por completo la Hiperpropulsión, Carter sugiere perder a la nave enemiga adentrándose en una nube de gas cercana con un pequeño salto hiperespacial. Ella entonces intenta desviar la energía necesaria para ello, cuando súbitamente la nave se sacude. Producto de un golpe contra la pared, Carter queda inconsciente. 
Al despertar, los demás miembros de la tripulación han desaparecido, y como todas las cápsulas de escape no están, ella concluye que estos han evacuado la nave, dejándola atrás. Luego descubre que el Prometeo está atrapado dentro de la nube de gas, y que estando allí los motores Subluz no funcionan, aunque sí la Hiperpropulsión. No obstante, sin subluz la nave no puede moverse dentro de la ventana hiperespacial. 
Durante semanas Carter intenta encontrar alguna posible solución, aunque sin resultados. Sin embargo, ella también comienza a experimentar visiones sobre una niña jugueteando por los pasillos de la nave, aunque de primero lo asocia al fuerte golpe que se dio antes. Con el tiempo, también aparecen alucinaciones de Daniel, quien le confirma que es irreal pero que está allí porque ella paso algo por alto, y Teal'c, que le hace ver la posibilidad de que todo se trate de una ilusión creada por los alienígenas que los atacaron para acceder a sus conocimientos sobre la tecnología del Prometheus. Poco después, Daniel reaparece y sugiere a Carter que quizás la nebulosa este "viva", y es por eso que la nave esta atascada allí.
Más adelante, Carter habla con alucinaciones de Jacob Carter y de Jack O'Neill sobre la felicidad en su trabajo y la felicidad en su vida personal. Jack le dice que siempre estará con ella, sin importar que.
Finalmente, Carter descubre que la niña de sus visiones, es en realidad la representación de la consciencia de la nube de gas, que en realidad es una forma de vida inteligente. Jugando con ella, Samantha tiene una idea; sacara al Prometeo de la nube "envolviéndolo en una burbuja". Mientras hace esto, Carter ubica a la nave alienígena también atrapada dentro. Ahora piensa que la tripulación fue transportada a esa nave, y por ello decide intentar comunicarse para ofrecerles a los seres de dicha nave, sacarlos de la nube a cambio de la tripulación raptada y de no atacarlos. Estos aceptan devolviendo a todas las personas y retirándose lejos una vez fuera de la nube de gas. Prometheus entonces vuelve a la Tierra. Tiempo después, Samantha despierta en la enfermería del SGC, donde Jack, que por cierto estuvo muy preocupado mientras no se sabía del Prometeo, la esperaba para decirle que estaba muy feliz de volverla a ver y que Teal'c y Daniel organizaron una fiesta por su regreso sana y salva.

## Artistas invitados
- Carmen Argenziano como Jacob Carter/Selmak.
- Ingrid Kavelaars como la Mayor Erin Gant.
- John Novak como el Coronel William Ronson.
- Sasha Pieterse como Grace.
- Craig Veroni como Oficial de armas.